# Drepanosticta silenus
Drepanosticta silenus är en trollsländeart som beskrevs av Harry Hyde Laidlaw, Jr. 1934. Drepanosticta silenus ingår i släktet Drepanosticta och familjen Platystictidae. Inga underarter finns listade i Catalogue of Life.